# Конрад, Патрик
Патрик Конрад (нем. Patrick Konrad, род. 13 октября 1991 года в Мёдлинге, земля Нижняя Австрия, Австрия) — австрийский профессиональный шоссейный велогонщик, выступающий за команду мирового тура «Bora-Hansgrohe».

## Достижения
2013
10-й Чемпионат мира U23 в групповой гонке
2014
1-й  Тур Верхней Австрии
1-й  Лучший австриец
2-й Гран-при Райффайзен
1-й  Молодёжная классификация Тур Австрии
1-й Этап 2b Триптик де Мон
1-й  Комбинированная классификация Рона-Альпы Изер Тур
2015
1-й Этап 1 (КГ) Джиро дель Трентино
2017
3-й Вуэльта Мурсии
7-й Тур Страны Басков
10-й Тур Абу Даби
1-й  Спринтерская классификация
2018
1-й  Горная классификация Тур Польши
5-й Гран-при Квебека
7-й Джиро д'Италия
7-й Париж — Ницца
9-й Гран-при Монреаля
10-й Тур Страны Басков
10-й Флеш Валонь

## Статистика выступлений

### Гранд-туры
| Гонка          | 2016 | 2017 | 2018 |
| -------------- | ---- | ---- | ---- |
| Джиро д'Италия | —    | 16   | 7    |
| Тур де Франс   | 65   | —    | —    |
| Вуэльта        | —    | 96   |      |